# Centro da Memória da Eletricidade no Brasil
O Centro da Memória da Eletricidade no Brasil - Memória da Eletricidade é uma entidade cultural sem fins lucrativos, instituída em 1986 por iniciativa dos principais agentes do setor de energia elétrica brasileiro, liderados pelas Empresas Eletrobras. Tem como objetivo a preservação da história da implantação e do desenvolvimento da indústria da eletricidade no país, por meio da guarda de acervos e do desenvolvimento e implementação de ações de pesquisa histórica, gestão da informação e história oral.
Em 30 anos de atividade, a Memória da Eletricidade produziu mais de 90 publicações e, por estas, recebeu 16 prêmios e menções de reconhecimento, além de registrar cerca de 300 depoimentos, realizar inúmeras exposições e consultorias, manter um acervo arquivístico com aproximadamente 38 mil documentos históricos e 17 mil imagens, e organizar a Biblioteca Léo Amaral Penna, que conta com mais de 5 mil títulos de alto valor histórico.

## Acervos
A preservação de acervos é uma das atividades-fim da Memória da Eletricidade, por meio do qual o propósito de preservação da história do setor elétrico é executado. Dividido em três categorias – arquivístico, bibliográfico e museológico -, o acervo é composto por documentos arquivísticos de natureza pessoal e institucional dos gêneros textual, iconográfico, sonoro e filmográfico; de documentos bibliográficos sobre energia elétrica, política, história e economia; e de documentos tridimensionais de naturezas diversas.

### Arquivístico

#### Textual
O acervo arquivístico textual da Memória da Eletricidade é constituído por arquivos pessoais e institucionais, compostos por documentos históricos de diversos gêneros e suportes. São, ao todo, 50 arquivos acumulados e produzidos por personalidades e empresas do setor de energia elétrica em todo o país, que possuem um rico material sobre o processo de implantação e manutenção do setor de energia elétrica em diversas épocas históricas.

##### Arquivos Pessoais
Doados por dirigentes e técnicos do setor elétrico, os Arquivos Pessoais são conjuntos documentais especialmente valiosos, por preservarem a história da perspectiva de seus protagonistas. Na Memória da Eletricidade, fotos, cartas e atas de reunião fazem parte desse grupo de fontes primárias, indispensáveis para a pesquisa e a produção histórica.
Lucas Lopes, John Reginald Cotrim e Mauro Thibau são algumas das 47 personalidades que compõem o acervo de arquivos pessoais mantidos pela Memória, que reúne atualmente mais de quatro mil imagens e aproximadamente 18 mil documentos textuais. Entre as mais importantes coleções, estão os conjuntos iconográficos da Usina Hidrelétrica de Piabanha, doados por Cesar Rabello Cotrim, neto do engenheiro Cesar Rabello, que coordenou a construção da hidrelétrica.

##### Arquivos Institucionais
Os Arquivos Institucionais integram o acervo arquivístico textual da Memória da Eletricidade e contam com cerca de 20 mil documentos doados por importantes empresas e instituições do setor elétrico. Nesse grupo de documentos, encomtram-se aqueles de natureza administrativa, tais como relatórios, projetos, memorandos e contratos, que refletem, em diferentes épocas, o funcionamento e a organicidade da instituição, do governo e do setor elétrico nacional.
Como exemplo de arquivo institucional salvaguardado pela Memória da Eletricidade, destaca-se o fundo da Companhia Auxiliar de Empresas Elétricas (CAEEB), recebido em 1992, após a autorização de custódia do Arquivo Nacional. Composto por 98 caixas, o material reflete a trajetória da CAEEB, que operou entre 1927 e 1990 na administração das concessionárias brasileiras do American & Foreign Power Company (Amforp).

#### Sonoro
O acervo sonoro é composto pelo material produzido no Programa de História Oral e por gravações de eventos realizados pela própria Memória da Eletricidade e por empresas do setor de energia elétrica. Das 624 horas de gravação, 560 horas registram 308 depoimentos de 256 dirigentes e técnicos com marcante atuação no setor elétrico e na administração pública, todos transcritos e disponíveis para consulta .

### Iconográfico
A Memória da Eletricidade possui em seu acervo cerca de 12.000 documentos iconográficos tratados e identificados, que se dividem em 1.244 coleções, compostas por fotografias, cartões postais, cromos, contatos, negativos, plantas, mapas, desenhos, charges e pinturas.